# Neoris
Neoris es una consultora tecnológica multinacional originaria de México y con sede en Miami. Con más de 5600 empleados, está presente en 14 países de América Latina, Estados Unidos y Europa, con plataformas de crecimiento en varios puntos estratégicos.

## Historia

### Primeros años
Neoris fue fundada a finales del año 2000, cuando la cementera Cemex decidió convertir a su departamento de tecnología CXNetworks en una empresa independiente para ofrecer soluciones a terceros mediante la combinación de activos de cinco proveedores del sector digital que operaban en diferentes puntos geográficos: Amtec en Argentina, MLab en Brasil, CyberMedia en Venezuela, Intec en España y Cemtec en México.
En sus inicios, la compañía presidida por Martín Hecker comenzó su actividad con casi 1000 empleados y oficinas en Ciudad de México, Monterrey, Buenos Aires, Rosario, Santiago de Chile, Caracas, Sao Paulo, Río de Janeiro, Brasil, Madrid, Barcelona e Igualada.

### Cronología
En abril de 2015, Neoris amplió su presencia en Europa, Oriente Medio y África mediante la apertura de una oficina en Londres, con el objetivo de posicionarse en el mercado financiero internacional tras varias colaboraciones con industrias británicas del mismo sector. Meses más tarde, se anunció el nombramiento de Martin Mendez como nuevo CEO global de la compañía, en sustitución de Claudio Muruzábal, quien fue miembro de esta durante más de una década. Desde sus inicios, Martin Mendez ocupó diferentes cargos dentro de la compañía, siendo CEO y fundador de Amtec, una de las empresas adquiridas por Cemex para la fundación de Neoris.
En 2019 se produjo un cambio en el modelo de negocio de la compañía, creándose una estructura transversal basada en cinco sectores fundamentales: Servicios Financieros, Telecomunicaciones, Retail, Manufactura y Salud. De manera complementaria, se creó una línea de negocio especializada en tecnología y, en el caso de España, una sede local que permitiese el crecimiento orgánico.
En 2022, la empresa de capital riesgo estadounidense Advent International adquirió una participación del 65 % del capital de Neoris, mientras que la cementera mexicana Cemex mantuvo un 35 % de su participación, con el objetivo de seguir apoyando a la compañía en la prestación de soluciones digitales para empresas estratégicas que orientan su negocio hacia las nuevas tecnologías, como la inteligencia artificial, las soluciones en la nube o la automatización.
En enero de 2023, Neoris llevó a cabo la primera campaña de comunicación global realizada completamente con inteligencia artificial y en la que los propios empleados son protagonistas, convirtiéndose en los embajadores de la marca.A finales de año, la compañía anunció la compra de ForeFront como una subsidiaria de propiedad absoluta con sede en Estados Unidos.
En 2024, la compañía estadounidense EPAM Systems anunció un acuerdo para adquirir Neoris con el objetivo de reforzar su posición en el mercado latinoamericano y ampliar sus capacidades de nearshore en América del Norte y Europa.